# Jerocham
Jerocham (hebräisch יְרוֹחַם Jerōcham, in Sprachen ohne den Laut ch (IPA χ): auch Yeroham) ist ein Lokalverband in Südisrael im Norden der Wüste Negev. Die nächste größere Stadt ist Dimona.

## Geschichte
Jerocham wurde am 9. Januar 1951 fast drei Jahre nach der israelischen Staatsgründung (1948) als Entwicklungsstadt gegründet und sollte vor allem als Wohnsiedlung für die Arbeiter der nahen Phosphatwerke dienen.
Die ersten Einwanderer stammten aus Rumänien. Der Großteil der Bevölkerung ist nordafrikanischer und indischer Abstammung. Der bekannte israelische Film Ende der Welt, links ist eine direkte Anspielung auf die Beziehungen der indischen und nordafrikanischen Einwanderer während der Gründungszeit Jerochams (ohne die Stadt je zu erwähnen). Im Film geht es unter anderem auch um ein Cricketspiel. Tatsächlich ist Cricket in Jerocham sehr beliebt, obwohl diese Sportart in Israel stark unterentwickelt ist.
Bis 1965 lag Jerocham an der Hauptverkehrsstraße nach Eilat. Als die neue Straße durch das Aravatal gebaut wurde, verlor die Ortschaft den Durchgangsverkehr, was sich ungünstig auf ihre Entwicklung auswirkte. Trotz der früheren Förderung und des Zuzugs von Neueinwanderern (etwa 2000 zwischen 1990 und 2002) wächst die Stadt langsam. Sie hatte am 31. Dezember 2004 nur 8700 Einwohner erreicht, was u. a. auf die isolierte Lage im nördlichen Negev zurückzuführen ist.

## Wirtschaft
In Jerocham gibt es einige große Industriebetriebe zur Herstellung von Glasflaschen, Medikamenten, Nahrungsmitteln und Kosmetika.
Der Tourismus spielt kaum eine Rolle, obwohl es in Stadtnähe drei Sehenswürdigkeiten gibt:
- Der „Große Krater“ (haMachtesch haGadol/Machtesch Chatira), der zweitgrößte Erosionskrater der Negevwüste. Der Krater stellt ein geologisches Fenster dar. In ihm findet man versteinerte Bäume und Korallenriffe sowie farbige Sandsteinformationen.
- Den Jerocham-Park mit einem großen Stausee. Dort werden die Winterfluten und die gereinigten Abwässer der Stadt gestaut.
- Mehrere kleine archäologische Fundstätten, vor allem aus der byzantinischen Zeit.

## Politik
Von 2005 bis 2011 war Amram Mitzna Bürgermeister der Stadt. Der ehemalige Bürgermeister von Haifa und Vorsitzende der Awoda wurde nach Jerocham geschickt, um die Stadt finanziell zu sanieren, nachdem diese kurz vor dem Bankrott stand. Zuvor war sein Vorgänger Baruch Elmakayes wegen der finanziellen Probleme vom Innenministerium des Amtes enthoben worden. Sein Nachfolger ist Michael Biton (2010–2018).